# Ribnik, Jagodina
Ribnik (izvirno srbsko Рибник) je naselje v Srbiji, ki upravno spada pod Mesto Jagodina; slednja pa je del Pomoravskega upravnega okraja.

## Demografija
V naselju živi 259 polnoletnih prebivalcev, pri čemer je njihova povprečna starost 44,2 let (42,2 pri moških in 45,9 pri ženskah). Naselje ima 101 gospodinjstev, pri čemer je povprečno število članov na gospodinjstvo 3,01.
To naselje je, glede na rezultate popisa iz leta 2002, večinoma srbsko, a v času zadnjih treh popisov je opazno zmanjšanje števila prebivalcev.
|  |

| Demografija | Demografija     | Demografija     |
| Leto        | Št. prebivalcev | Št. prebivalcev |
| ----------- | --------------- | --------------- |
|             |                 |                 |
|             |                 |                 |
|             |                 |                 |
|             |                 |                 |
| 1948        | 451             |                 |
| 1953        | 494             |                 |
| 1961        | 476             |                 |
| 1971        | 451             |                 |
| 1981        | 433             |                 |
| 1991        | 394             | 366             |
| 2002        | 317             | 304             |
|             |                 |                 |

| Etnična sestava po popisu iz leta 2002 | Etnična sestava po popisu iz leta 2002 | Etnična sestava po popisu iz leta 2002 | Etnična sestava po popisu iz leta 2002 | Etnična sestava po popisu iz leta 2002 |
| -------------------------------------- | -------------------------------------- | -------------------------------------- | -------------------------------------- | -------------------------------------- |
| Srbi                                   | Srbi                                   |                                        | 296                                    | 97,36%                                 |
| Črnogorci                              | Črnogorci                              |                                        | 6                                      | 1,97%                                  |
| Ukrajinci                              | Ukrajinci                              |                                        | 1                                      | 0,32%                                  |
| Neznano                                | Neznano                                |                                        | 1                                      | 0,32%                                  |